# Gravitron
De Gravitron is een attractietype dat populair was in kermissen, en sporadisch in pretparken is te vinden.
De attractie heeft veel weg van een Rotor en wordt dan ook beschouwd als de opvolger van deze centrifuge-gelijkende attractie. In de Gravitron nemen bezoekers plaats in een grote kom. Deze gaat vervolgens zeer snel draaien waardoor er een centrifugale kracht kracht optreedt. De bezoekers van de attractie zijn meestal niet vastgemaakt aan beugels of riemen, en kunnen gedurende de rit (proberen) vrij (te) bewegen. De Gravitron wordt ook wel Starship 2000 genoemd.

## Ontstaan
Het concept, voortbordurend op het concept van de Rotor, werd in 1983 ontwikkeld door de fabriek Wisdom Industries. In 1986 werd er door het bedrijf patent aangevraagd en verkregen. Al snel werd het een grote hit op festivals, feesten en kermissen. Het diende dus vooral als tijdelijke attractie. Later bouwden ook verschillende pretparken een gravitron. Deze zijn nu af en toe nog in parken te bezichtigen, al zijn de meeste afgebroken. Ook op kermissen komen ze sinds het einde van hun populariteit, rond 1998, bijna niet meer voor.

## Concept
De meeste gravitrons zijn gebouwd in een ruimte- of toekomstthema. De bezoekers nemen plaats in speciale steunen aan de muren van de binnenkant. In het midden zit in veel oude gravitrons een dj die voor de muziek zorgt. Hij draait meestal niet met de bezoekers mee. Dit gaat dan vaak gepaard met spectaculaire lichteffecten.

## Soortgelijke attracties
- De Disk'O
- De Rotor
- De Round-up